# Thereza Dillwyn Llewelyn
Thereza Dillwyn Llewelyn, née en 1834 et décédée le 21 février 1926, est une astronome galloise et une pionnière de la photographie scientifique.

## Biographie
Aînée de six enfants, Llewelyn naît du photographe et botaniste John Dillwyn Llewelyn et d'Emma Thomasina Talbot à Penllergare (en) dans le Glamorgan,. En plus de ses parents, sa famille élargie est active dans les domaines scientifiques de la photographie, y compris le cousin de sa mère, le photographe William Henry Fox Talbot et sa tante, Mary Dillwyn, l'une des premières femmes photographes au Pays de Galles. Llewelyn développe un intérêt pour la photographie et l'astronomie, bien que ces deux activités soient peu courantes pour les femmes à l'époque victorienne,. Ses cousines sont les sœurs romancières et industrielles Amy Dillwyn (en) et la lépidoptériste Mary De la Beche Nicholl (en).
Llewelyn épouse Mervyn Herbert Nevil Story-Maskelyne, professeur de minéralogie à l'université d'Oxford, le 29 juin 1858. Par son intermédiaire, elle commence une correspondance avec Charles Darwin. Ensemble, ils ont deux filles : Mary, qui épouse ensuite l'homme politique et écrivain Hugh Oakeley Arnold-Forster, et Thereza (en), défenseure des sciences domestiques, qui épouse ensuite le physicien Arthur Rucker.

## Travaux scientifiques et photographie
En raison de l'intérêt de Llewelyn pour l'astronomie, son père construit un observatoire équatorial à Penllergare pour son seizième anniversaire,,. La construction de l'observatoire est une affaire de famille, comme Llewelyn l'a décrit dans une lettre de 1851 à son père :

« J'ai posé la première pierre de l'observatoire aujourd'hui, le 7 juillet. Quand grand-père et grand-mère sont venus samedi, nous leur en avons parlé et ils ont eu la gentillesse de venir ici aujourd'hui pour voir la première pierre posée. Nous sommes donc allés en procession sur place. Ils avaient déjà des pierres et après que j'aie posé la première pierre, Emma [mes jeunes sœurs] a posé la deuxième et Elinor la troisième, ce qu'elle a fait avec beaucoup de plaisir. »

— Thereza Dillwyn Llewelyn
Llewelyn collabore avec son père à un certain nombre d'expériences astrophotographiques, notamment à la production de certaines des premières photographies de la lune au milieu des années 1850. Elle a plus tard rappelé que « comme le clair de lune nécessite une exposition beaucoup plus longue, c'était mon travail de maintenir le télescope en mouvement constant car il n'y avait pas de mécanisme d'horlogerie ». Ils développent également un moyen de photographier les cristaux de neige.
La collaboration entre Llewelyn et son père s'étend également à la météorologie, puisqu'ils contribuent à l'entretien et à la surveillance des stations météorologiques bénévoles de la British Science Association. Llewelyn gérait les relevés météorologiques et espérait pouvoir présenter ses observations en personne lors d'une réunion de l'association. Cependant, son père ne lui permit pas d'y assister.
L'une des photographies de John Dillwyn Llewelyn de sa fille, prise vers 1854, comporte un photogramme de fougères comme bordure de vignette plutôt que la dentelle, l'encre et l'aquarelle, ou les bordures en papier découpé qui sont courantes à l'époque,. Llewelyn adopte cette méthode décorative pour au moins une de ses photographies de sa sœur, Elinor.
En plus de la photographie, Llewelyn compile un herbier et écrit un rapport qui est lu à la Linnean Society of London en 1857.
Llewelyn a peut-être observé la comète C/1858 L1 (Donati) en 1858 avant qu'elle ne soit officiellement annoncée par l'astronome italien (Giovanni Battista Donati).
Après son mariage avec Maskelyne, les deux collaborent à des expériences en chimie et en photographie.
En 1874, Llewelyn correspond avec Charles Darwin dans les pages de Nature à propos de ses observations d'oiseaux mordant des fleurs pour manger du nectar.

## Héritage et archives
En 2012, la British Library acquiert les archives photographiques de Dillwyn Llewelyn/Story Maskelyne, qui comprennent une sélection de journaux, de mémoires et de photographies de Thereza.